# Lamarque-Rustaing
Lamarque-Rustaing é uma comuna francesa na região administrativa de Occitânia, no departamento dos Altos Pirenéus. Estende-se por uma área de 2,79 km². Em 2010 a comuna tinha 51 habitantes (densidade: 18,3 hab./km²).